# Prunella immaculata
El acentor inmaculado (Prunella immaculata) es una especie de ave paseriforme de la familia Prunellidae. Es propio de Asia, encontrándose en Bután, China, India, Birmania y Nepal. No se reconocen subespecies.